# Жена данас (часопис)
Жена данас је југословенски женски часопис који је излазио од 1936. до 1981. године. Покренут је као феминистичко гласило, са задатком да, паралелно са идејама еманципације жена, пропагира антифашизам и пацифизам, односно комунизам. Први број часописа изашао је октобра 1936. године.

## О часопису
Часопис Жена данас покренут на иницијативу Комунистичке партије Југославије у илегали, а као феминистичко гласило имао је задатак да, под маском феминизма и паралено са идејама еманципације жена пропагира антифашизам и пацифизам, односно комунизам. Од самог почетка су га уређивале комунисткиње, које су тада биле чланице Омладинске секције Женског покрета
Године 1977. лист Жена данас престао је да излази као часопис, а од 1977. излази као петнаестодневни додатак у листу Борба и као такав је излазио све до 1981. године.

#### Поднаслови
- Од брoja 38/39 из 1946. године часопис излази са поднасловом Орган Антифашистичког фронта жена Југославије[4]
- Од броја 89 из 1951. године часопис излази са поднасловом Часопис Антифашистичког фронта жена Југославије
- Од броја 209/210 из 1962. године часопис излази са поднасловом Часопис за друштвену активност жена Југославије
- Од броја 259/260 из 1966. године часопис излази са поднасловом Часопис за друштвена питања[5]

#### Писмо
- Од 1945. године часопис излази са текстом на оба писма, ћирилици и латиници.
- Од броја 41/42 из 1946. године часопис излази у два издања, ћириличном и латиничном.
- Од броја 88 из 1951, из „техничких разлога”, укидају се оба издања, а наставља раније издање са текстовимана на ћирилици и латиници.[5]
- Од броја 91 из 1952. излази само латинично издање.[4]

### Прва серија (1936–1940)
Први број часописа изашао је октобра 1936. и редовно је излазио до броја 30, из октобра 1940. године. Власница и уредница од првог броја била је Радмила Димитријевић Последњи предратни број часописа, бр. 30 из октобра 1940. године, запленила је полиција и забрањено је његово даље излажење.
Часопис Жена данас био је конципиран тако да не само освоји већ и просвети што ширу читалачку публику. У овом периоду часопис је представљао богат извор за проучавање значајног и динамичног друштвеног, културног и књижевног тренутка друге половине 30-их година 20. века, не само у југословенском, већ и у интернационалном контексту.

### Период током Другог светског рата
Часопис наставља са излажењем 1942. године, током Другог светског рата. Ратни бројеви настављају нумерацију предратних, па је први ратни број нумерисан са 31, пошто се предратни број 30 није појавио, јер је био заплењен. Први ратни број изашао је јануара 1943. године у Дринићу (Босна). Исте године на опслобођеној територији је штампан и следећи број (бр. 32).
Трећи ратни број припремљен је у Барију, а штампан на Вису, септембра 1944. године. али је скоро цео тираж изгубљен. Ово издање штампано је латиницом.

### Период од 1944. до 1960.
Жене данас наставља да редовно излази од броја 33, септембра 1944. године, као гласило Антифашистичког фронта жена. Број 33 је поновљено издање броја који је штампан на Вису и овао издање штампано је и објављено у Ковину. За разлику од оригиналног издања, ово ковинско издање штампано је ћирилицом. Изузетак су два текста, од којих је један дат српском латиницом, а други на словеначком језику. Часопис има оригинално техничко решење насловне стране. Колико је познато, овакав примерак једино се чува у Библиотеци Матице српске.

### Период од 1960.
Од 1960-их година Жена данас постаје „часопис за друштвену активност жена” и гласило Конференције за друштвену активност жена. Од броја 276 из 1976. престао да излази као часопис, а од 1977. под истим насловом излази као петнаестодневни додатак у листу Борба, када нумерација додатка креће од броја 1. Излазио је све до 1981. године.
Године 1966, поводом 30-годишњице покретања часописа, објављена су фототипска издања првог броја из 1936. и првог послератног броја, односно поновљеног ратног броја 33, из 1944. године.

## Теме
„Прва серија” часописа (1936—1940) била је конципирана тако да не само освоји већ и просвети што ширу читалачку публику. Поред тема карактеристичних за женску периодику, какве су еманципација, педагогија, медицина, мода и сличне, велики простор био је посвећен књижевности и другим уметностима. У њој су неговани кратка прича и поезија, преводна књижевност (Е. Петров, Чехов, О. Вајлд), књижевна критика, ликовна критика, ликовни прилози и технике фотоколажа и фотомонтаже, позоришна критика и филмска критика.
- Од 1949. у часопису излази прилог Моје дете.[4]
- од 1954. до 1960. у часопису излази прилог Моја кухиња
- Од 1961. у часопису излази прилог Укус
- Од 1962. до 1966. у часопису излази прилог Наша кухиња[5]

## Уредници
- Од оснивања 1936. године као власница и уредник часописа је Радмила Димитријевић
- Од бр. 10 из 1938. власник и уредник је Олга Тимотијевић
- Од бр. 26 из 1940. власнице и уреднице су Мира Вучковић и Љерка Бабић
- Од бр. 27 из 1940. власник и уредник је Олга Тимотијевић
- Од бр. 38/39 из 1946. уреднице су Митра Митровић и Блаженка Мимица
- Од бр. 59 из 1949. главни и одговорни уредник је Блаженка Мимица
- Од бр. 80 из 1951. одговорни уредници су Мара Радић, Слобода-Мара Галековић[4]
- Од бр. 90 из 1951. одговорни уредници су Ната Хаџић, Слобода Мара Галековић
- Од бр. 103 из 1953. одговорни уредник је Ната Хаџић
- Од бр. 259/260 из 1966. главни и одговорни уредник је Фахрија Јовановић
- Од бр. 262 из 1968. одговорни уредник је Неда Ерцег
- Од бр. 10 из 1977. уредник је Наташа Ђурић[5]

## Сарадници часописа
У часопису Жена данас сарађивали су многи познати и мање познати српски књижевници, уметници и актуелни српски сликари. Објављивани су и ликовни прилози актуелних светских уметника.

### Књижевници
- Оскар Давичо
- Александар Вучо
- Ћамил Сијарић
- Радмила Зоговић
- Милка Жицина
- Јелена Билбија
- Десанка Максимовић

### Аутори ликовних прилога
- Паулина Сударски (илустрације)
- Цуца Сокић (цртежи)
- Кете Колвиц
- Габријел Дишен
- Агнес Смедли
- Дороти Томпсон

## Издавачи и власници
- У периоду од 1936. до 1940. и од 1936. године као власник се наводи Радмила Димитријевић, а као издавач Конференција за друштвену активност жена Југославије.[3]
- Од броја 71 из 1950. године часопис издаје Издавачко предузеће „Жена данас” из Београда
- Од броја 73 из 1950. као издавач је потписано Новинско-издавачко предузеће Народног фронта Југославије „Политика” из Београда.[4]
- Од броја 93 из 1952. као издавач је потписано Новинско-издавачко подузеће „Политика” из Београда
- Од броја 94/95 из 1952. издавач је Централни одбор Антифашистичког фронта жена Југославије, Београд
- Од броја 112 из 1953. издавач је Савез женских друштава Југославије, Београд
- Од броја 231 из 1963. издавач је Конференција за друштвену активност жена Југославије, Београд
- Од броја 1 из 1977. године излази као додатак у листу Борба, Београд[5]

## Утицаји
Захваљујући сегменту посвећеном причама читатељки и рубрици у којој редакција образлаже те прилоге, али и редовној књижевној критици, часопис Жена данас пружа и повлашћен поглед на формирање покрета социјалне литературе, односно поетике социјалистичког реализма. Часопис је одиграо значајну улогу у еманципацији жена и развоју феминистичких идеја у Југославији; допринос који је оставио на пољу књижевности; књижевне, ликовне, позоришне и филмске критике; његово место у развоју медијске културе; његов данашњи значај у култури памћења у којој је и сам часопис свесно учествовао.
У Институту за књижевност и уметност у Београду је 16. и 17. децембра 2015. године одржан научни скуп посвећен „првој серији” часописа Жена данас, као извору за проучавање значајног и динамичног друштвеног, културног и књижевног тренутка друге половине 30-их година 20. века, не само у југословенском, већ и у интернационалном контексту.